# Allgemeiner Österreichischer Frauenverein
Allgemeiner Österreichischer Frauenverein (AÖFV) var en riksorganisation för kvinnlig rösträtt i Österrike, grundad 1893 och upplöst 1919.    Det var den dominerande rösträttsföreningen i Österrike. 